# 1. Liga (Tschechoslowakei) 1984/85
Die Spielzeit 1984/85 der 1. Liga  war die 42. reguläre Austragung der höchsten Eishockeyspielklasse der Tschechoslowakei. Mit 70 Punkten setzte sich der Armeesportklub Dukla Jihlava durch. Für die Mannschaft war es ihr insgesamt elfter tschechoslowakischer Meistertitel.  Der TJ Vítkovice stieg in die zweite Spielklasse ab.

## Modus
Wie in der Vorsaison wurde die Liga mit zwölf Mannschaften ausgespielt. Da jede Mannschaft gegen jeden Gruppengegner je zwei Heim- und Auswärtsspiele austrug, betrug die Gesamtanzahl der Spiele pro Mannschaft 44 Spiele. Meister wurde der Gewinner der Hauptrunde. Der Tabellenletzte musste wie im Vorjahr in der 1. Liga-Qualifikation gegen die Sieger der beiden Landesmeisterschaften antreten.

## Tabelle
| Pl. | Team                    | Sp. | S  | U | N  | Torv.   | Pkt. |
| --- | ----------------------- | --- | -- | - | -- | ------- | ---- |
| 1.  | Dukla Jihlava           | 44  | 33 | 4 | 7  | 247:119 | 70   |
| 2.  | VSŽ Košice              | 44  | 25 | 5 | 14 | 212:149 | 55   |
| 3.  | TJ Gottwaldov           | 44  | 22 | 8 | 14 | 128:103 | 52   |
| 4.  | Tesla Pardubice         | 44  | 22 | 5 | 17 | 159:154 | 49   |
| 5.  | Motor České Budějovice  | 44  | 20 | 7 | 17 | 130:141 | 47   |
| 6.  | Sparta ČKD Prag         | 44  | 18 | 6 | 20 | 146:153 | 42   |
| 7.  | CHZ Litvínov            | 44  | 17 | 6 | 21 | 193:195 | 40   |
| 8.  | Dukla Trenčín           | 44  | 18 | 4 | 22 | 141:157 | 40   |
| 9.  | Zetor Brno              | 44  | 14 | 6 | 24 | 114:151 | 34   |
| 10. | Slovan CHZJD Bratislava | 44  | 15 | 3 | 26 | 115:185 | 33   |
| 11. | TJ Škoda Plzeň          | 44  | 13 | 7 | 24 | 136:160 | 33   |
| 12. | TJ Vítkovice            | 44  | 15 | 3 | 26 | 135:189 | 33   |

## Topscorer
Beste Torschützen der Liga wurden gemeinsam Vladimír Růžička von CHZ Litvínov und Oldřich Válek von Meister Dukla Jihlava, die in 41 bzw. 43 Spielen insgesamt jeweils 38 Tore erzielten. Topscorer der Liga wurde Miroslav Ihnačák vom VSŽ Košice mit insgesamt 66 Scorerpunkten.
| Pl. | Name             | Team            | Spiele | Tore | Assists | Punkte |
| --- | ---------------- | --------------- | ------ | ---- | ------- | ------ |
| 1   | Miroslav Ihnačák | VSŽ Košice      | 43     | 35   | 31      | 66     |
| 2   | Ján Vodila       | VSŽ Košice      | 43     | 29   | 34      | 63     |
| 3   | Vladimír Růžička | CHZ Litvínov    | 41     | 38   | 22      | 50     |
| 4   | Petr Rosol       | Dukla Jihlava   | 40     | 32   | 22      | 54     |
| 5   | Igor Liba        | VSŽ Košice      | 44     | 28   | 26      | 54     |
| 6   | Oldřich Válek    | Dukla Jihlava   | 43     | 38   | 15      | 53     |
| 7   | Vladimír Kameš   | Dukla Jihlava   | 40     | 25   | 26      | 51     |
| 8   | Jaroslav Vlk     | TJ Vítkovice    | 40     | 27   | 23      | 50     |
| 9   | Zdeněk Čech      | Tesla Pardubice | 43     | 30   | 17      | 47     |
| 10  | Vincent Lukáč    | VSŽ Košice      | 38     | 28   | 19      | 47     |

## Meistermannschaft von Dukla Jihlava
| Logo | Torhüter      | Jaromír Šindel, Jiří Steklík, Martin Štorek |
| Logo | Abwehrspieler | Jaroslav Benák, Karel Horáček, Miloslav Hořava, Radoslav Svoboda, Bedřich Ščerban, František Musil, Kamil Prachař, Rostislav Urban, Tomáš Mareš, Petr Höfer, Vladimír Kolek, Vojtěch Kučera                                                     |
| Logo | Stürmer       | Petr Klíma, Vladimír Kameš, Petr Rosol, Oldřich Válek, Michal Pivoňka, Jiří Šejba, Jiří Dudáček, Miloš Kupec, A. Micka, Petr Vlk, František Výborný, G. Žák, Roman Božek, Jan Hrbatý, Zdeněk Pata, Karel Novotný, Luděk Konopčík, Ota Jungwirth |
| Logo | Trainer       | Stanislav Neveselý, Jaroslav Holík |

## 1. Liga-Qualifikation
Die Gewinner der beiden Landesmeisterschaften, Poldi SONP Kladno und PS Poprad spielten gegen den Tabellenletzten der 1. Liga, den TJ Vítkovice in Hin- und Rückspiel um die Aufnahme in die 1. Liga für die folgende Spielzeit bzw. den Klassenerhalt. Dabei setzte sich Poldi SONP Kladno mit acht Punkten aus vier Siegen souverän durch und stieg in die 1. Liga auf, während der TJ Vítkovice in die zweite Spielklasse abstieg.
| Platz | Team              | Sp. | S | U | N | Torv. | Pkt |
| ----- | ----------------- | --- | - | - | - | ----- | --- |
| 1.    | Poldi SONP Kladno | 4   | 4 | 0 | 0 | 29:9  | 8   |
| 2.    | TJ Vítkovice      | 4   | 1 | 0 | 3 | 16:23 | 2   |
| 3.    | PS Poprad         | 4   | 1 | 0 | 3 | 14:27 | 2   |

## Auszeichnungen
Quelle: hokej.snt.cz
- Zlatá hokejka: Jiří Králík (TJ Gottwaldov)
- Top TIPu:
  - Bester Torhüter: Jiří Králík (TJ Gottwaldov)
  - Bester Verteidiger: Miloslav Hořava  (Dukla Jihlava)
  - Bester Stürmer:  Vladimír Růžička (Litvínov)